# Gorceixite
La gorceixite è un minerale, chimicamente è un fosfato di bario ed alluminio. Scoperta da Eugen Hussak è stata così chiamata in onore di Claude-Henri Gorceix (1842-1919), direttore della scuola di ingegneria mineraria di Ouro Preto in Brasile. La ferrazite, in un secondo tempo, è stato appurato essere identica alla gorceixite.

## Morfologia
La gorceixite si presenta in grani o ciottoli, a volte microcristallini.

## Origine e giacitura
La gorceixite si rinviene in varie giaciture, è minerale primario di alcune rocce magmatiche, nelle rocce sedimentarie e nei sedimenti è un minerale di origine autigenica o un detrito, si trova anche nell scisto come minerale di origine metamorfica e ancora nei giacimenti ferrosi alterati di origine supergenica associata a dawsonite, alumohydrocalcite, nordstrandite, lazulite, siderite, limonite, quarzo, diamante (in questo caso potrebbe essere una coincidenza perché il campione è stato prelevato da sabbie fluviali).